# San José de Gracia, Silao de la Victoria
San José de Gracia är en ort i Mexiko.   Den ligger i kommunen Silao de la Victoria och delstaten Guanajuato, i den centrala delen av landet, 290 km nordväst om huvudstaden Mexico City. San José de Gracia ligger 1 761 meter över havet och antalet invånare är 981.
Terrängen runt San José de Gracia är en högslätt, och sluttar söderut. Runt San José de Gracia är det ganska tätbefolkat, med 207 invånare per kvadratkilometer. Närmaste större samhälle är Silao, 5,4 km norr om San José de Gracia. Trakten runt San José de Gracia består till största delen av jordbruksmark.